# Jasionówka (gmina)
Jasionówka – gmina wiejska w województwie podlaskim, w powiecie monieckim.
Siedziba gminy to Jasionówka.
Według danych z 30 czerwca 2004 gminę zamieszkiwały 3023 osoby.

## Historia
Gmina zbiorowa Jasionówka  powstała po raz piewszy 1 stycznia 1973 roku w powiecie monieckim w województwie białostockim, w związku z reformą administracyjną kraju, która reaktywowała gminy w miejsce dotychczasowych gromad (funkcjonujących w latach 1954–1972). W skład gminy Jasionówka  weszło 17 sołectw, należących w porównaniu ze stanem z 1 kwietnia 1954 do:
- gminy Kalinówka w powiecie białostockim – 11 sołectw (65%) – Czarnystok, Górnystok, Jasionóweczka, Jasionówka, Kalinówka Królewska, Kamionka, Kąty, Koziniec, Łękobudy, Milewskie i Słomianka;
- gminy Korycin w powiecie sokólskim – 6 sołectw (35%) – Brzozówka Folwarczna, Dobrzyniówka, Krasne Folwarczne, Krasne Małe, Krasne Stare i Kujbiedy.

Porównując ze stanem z 31 marca 1954 (czyli przed zmianami między powyżyszymi gminami 1 kwietnia 1954) składy i proporcje prezentują się następująco:
- z gminy Kalinówka w powiecie białostockim – 12 sołectw (71%) – Jasionóweczka, Jasionówka, Kalinówka Królewska, Kamionka, Kąty, Koziniec, Krasne Folwarczne, Krasne Małe, Krasne Stare, Łękobudy, Milewskie i Słomianka;
- z gminy Korycin w powiecie sokólskim – 5 sołectw (29%). – Brzozówka Folwarczna, Czarnystok, Dobrzyniówka, Górnystok i Kujbiedy.

W latach 1975–1998 gmina położona była w województwie białostockim.
1 stycznia 1992 do gminy Jasionówka przyłączono wieś Krzywa (525,42 ha) z gminy Jaświły.
1 stycznia 2014 do gminy Jasionówka przyłączono część wsi Ogrodniki (1,96 ha) z gminy Knyszyn.

## Struktura powierzchni
Według danych z roku 2002 gmina Jasionówka ma obszar 96,73 km², w tym:
- użytki rolne: 81%
- użytki leśne: 13%

Gmina stanowi 7% powierzchni powiatu.

## Demografia

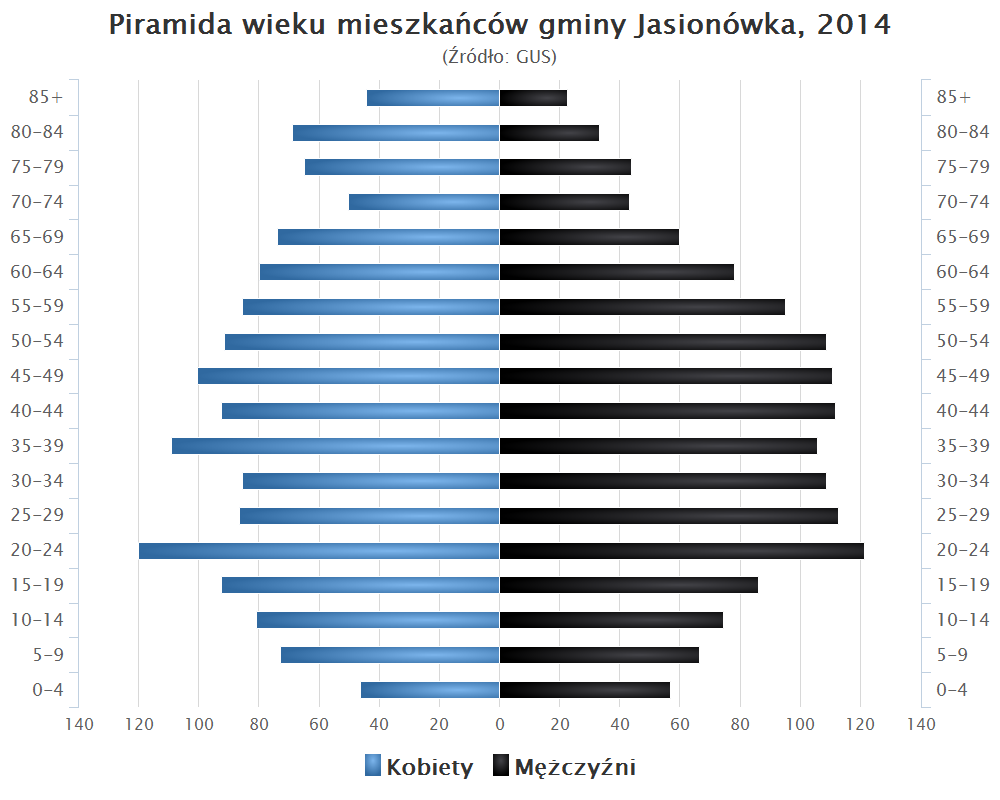
Piramida wieku mieszkańców gminy Jasionówka w 2014 roku

Dane z 30 czerwca 2004:
| Opis                              | Ogółem | Ogółem | Kobiety | Kobiety | Mężczyźni | Mężczyźni |
| --------------------------------- | ------ | ------ | ------- | ------- | --------- | --------- |
| jednostka                         | osób   | %      | osób    | %       | osób      | %         |
| populacja                         | 3023   | 100    | 1468    | 48,6    | 1555      | 51,4      |
| gęstość zaludnienia (mieszk./km²) | 31,3   | 31,3   | 15,2    | 15,2    | 16,1      | 16,1      |

## Sołectwa
Brzozówka Folwarczna, Czarnystok, Dobrzyniówka, Górnystok, Jasionóweczka, Jasionówka, Kalinówka Królewska, Kamionka, Kąty, Koziniec, Krasne Folwarczne, Krasne Małe, Krasne Stare, Krzywa, Kujbiedy, Łękobudy, Milewskie, Słomianka.

## Sąsiednie gminy
Czarna Białostocka, Jaświły, Knyszyn, Korycin